# 700 Auravictrix
700 Auravictrix је астероид главног астероидног појаса са пречником од приближно 15,44 .
Афел астероида је на удаљености од 2,461 астрономских јединица (АЈ) од Сунца, а перихел на 1,997 АЈ.
Ексцентрицитет орбите износи 0,103, инклинација (нагиб) орбите у односу на раван еклиптике 6,787 степени, а орбитални период износи 1215,841 дана (3,328 године).
Апсолутна магнитуда астероида је 11,20 а геометријски албедо 0,245.
Астероид је откривен 5. јуна 1910. године.